# Воскобойников, Валерий Михайлович
Вале́рий Миха́йлович Воскобо́йников (1 апреля 1939, Ленинград — 6 сентября 2024, Санкт-Петербург) — русский детский писатель и публицист, автор более шестидесяти книг для детей.

## Биография
Родился 1 апреля 1939 года в городе Ленинграде в семье учителей: Воскобойникова Михаила Григорьевича и Воскобойниковой Тамары Каюльевны. Во время Великой Отечественной войны семья осталась в блокадном Ленинграде. В 1951 г отец Воскобойникова В. М. был арестован по статье 58-10, а его близкие стали «семьёй врага народа».
В 1957 году после окончил химический техникум и поступил на вечернее отделение Ленинградского технологического института. В 1958—1960 годах служил в армии, в артиллерийской разведке. Работал инженером-химиком. Первый рассказ опубликован в 1962 году в молодёжной газете «Смена». Первая книга (повести и рассказы для детей) вышла в 1966 году.
В 1970-е годы заведовал отделом прозы и поэзии в детском журнале «Костёр», впервые напечатал произведения Юрия Коваля, Василия Аксёнова, Сергея Иванова и других молодых писателей. С 1987 года возглавлял секцию детской и юношеской литературы Союза писателей Санкт-Петербурга, с 1998 года являлся членом Совета по детской книге России, входил в редакционный совет журнала «Детская литература». Многие годы был наставником для молодых детских писателей. Под его руководством проходили многочисленные семинары и форумы для нескольких поколений авторов. Бессменно руководил мастер-классами детской литературы на форуме в Липках, семинарами молодых писателей, пишущих для детей (в Ясной Поляне, Тарханах, Переделкино, Старой Руссе, Спасском-Лутовиново, Мелихово, Карабихе, Михайловском), являлся одним из руководителей семинара прозы на фестивале издательства «Детгиз».
Многие книги автора широко известны за рубежом. Повесть «Тетрадь в красной обложке», опубликованная впервые в 1971 году в Ленинграде, издана в Японии, США, Польше, Румынии. Книга «Остров Безветрия» трижды переиздавалась в Японии. Историческая повесть об Авиценне «Великий врачеватель» (М.: Молодая гвардия, 1972) по решению ЮНЕСКО была издана во многих странах к 1000-летию учёного.
Член редакционного совета журнала «Костёр».
Умер 6 сентября 2024 года в Санкт-Петербурге, после произошедших подряд инфарктов, в возрасте 85 лет.

## Награды и премии
- Медаль «За труды в культуре и искусстве» (3 октября 2023) — за заслуги в развитии отечественной культуры и искусства, многолетнюю плодотворную творческую деятельность[6]
- Премия правительства РФ в области культуры — за серию книг «Жизнь замечательных детей» (2011)[7]
- Почётный диплом Международного Совета по детской книге (им. Г.-Х. Андерсена) с занесением книги «Жизнь замечательных детей» в список лучших детских книг мира 2000 года[8].
- Премия имени Александра Грина за 2006 год[9]

### Премии за книги
- Книга «Современный пересказ Библии для семейного чтения» получила высшую награду «Серебряная литера» на Международном салоне «Невский Книжный Форум — 2003 г.»,
- серия исторических книг для детей «Душа России» — Первую Всероссийскую премию «Православная книга России — 2003 года»,
- книга «Жизнь замечательных детей — 2» — премию имени Маршака в 2005 году.
- малая национальная детская премия «Заветная мечта» 2007 года за книгу «Все будет в порядке»[10].
- премия Федерального агентства по печати «Алые паруса» 2008 года в номинации «познавательная литература для детей» за серию книг «Жизнь замечательных детей»[8].

## Избранная критика и интервью
- Баранов Ю. Долгое взросление // Литературная газета. — 2012. — № 18.
- Петрова Н. Хорошие детские книги до читателей не доходят // Учительская газета. — 2013. — № 21.
- Секретов С. Недетская детская // Санкт-Петербургские ведомости. — 2018. — № 50.